# Faust des Nordwestens
Faust des Nordwestens è il secondo album da solista del rapper tedesco Azad. È stato pubblicato nel 2003, sulla etichetta Pelham Power Productions.

## Tracce
1. Intro
2. A
3. #1 (feat. Kool Savas)
4. Bang (feat. J-Luv)
5. Prelude Drama
6. Drama (feat. Linda Carriere)
7. Ehre & Stärke (feat. Sako)
8. MC U Reen
9. Faust des Nordwestens
10. Prelude ?
11. Schmerz/Überleben
12. Mein Licht
13. Ruhe vor dem Sturm (feat. Warheit)
14. Fickt Euch